# Примарний ідеал
Примарний ідеал — ідеал {\displaystyle \ I} комутативного кільця, для якого, якщо {\displaystyle \ xy} є елементом {\displaystyle \ I}, то {\displaystyle \ x} або {\displaystyle \ y^{n}} теж є елементом {\displaystyle \ I,} для деякого натурального {\displaystyle \ n.} Є важливим поняттям в комутативній алгебрі.
Довільний ідеал в кільці Нетер має примарний розклад, тобто може бути записаний як перетин скінченної кількості примарних ідеалів. Цей результат відомий як теорема Ласкера — Нетер.
Всі прості ідеали є примарними ідеалами.
Якщо {\displaystyle \ I} — примарний ідеал, тоді асоційований простий ідеал {\displaystyle \ P} є радикалом {\displaystyle \ I.} Ідеал {\displaystyle \ I} в такому випадку називають {\displaystyle \ P}-примарним.
Якщо {\displaystyle \ P} максимальний простий ідеал, тоді довільний ідеал, що містить степінь {\displaystyle \ P} є {\displaystyle \ P}-примарним. Не всі {\displaystyle \ P}-примарні ідеали є степенями {\displaystyle \ P,} наприклад, ідеал (x, y2) є {\displaystyle \ P}-примарним для ідеалу P = (x, y)  в кільці k[x, y], але він не є степенем P. 